# Nosarzewo Borowe
Nosarzewo Borowe (prononciation : [nɔsaˈʐɛvɔ bɔˈrɔvɛ]) est un village polonais de la gmina de Szydłowo dans le powiat de Mława de la voïvodie de Mazovie dans le centre-est de la Pologne.
Il se situe à environ 6 kilomètres à l'est de Szydłowo (siège de la gmina), 12 kilomètres à l'est de Mława (siège du powiat) et à 103 kilomètres au nord de Varsovie (capitale de la Pologne).

## Histoire
De 1975 à 1998, le village appartenait administrativement à la voïvodie de Ciechanów.

### Seconde Guerre mondiale

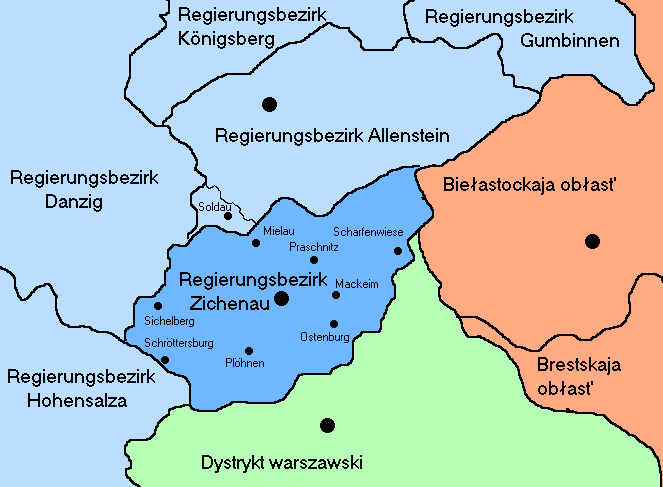
Position de Truppenübungsplatz Mielau (centre nord) sur la carte de Regierungsbezirk Zichenau

Après l'invasion de la Pologne par l'Allemagne nazie, dans l'hiver 1940, une vaste camp de formation militaire sur une superficie de 300 kilomètres carrés a été construit par des prisonniers du camp de concentration de Soldau situé à proximité. Une quinzaine de villages autour de Krzywonoś ont été complètement démantelés pour faire place nette à ce camp. Quelque 25 000 personnes ont été expulsées. Il était connu comme leTruppenübungsplatz "Mielau", surnommé également le Nouveau Berlin. L'installation a été utilisée par les nazis pour la réparation et le remontage de chars de l'armée au cours de l'opération Barbarossa, ainsi que pour les essais d'armes anti-chars et d'artillerie..
Les villages polonais détruits pour faire place à le camp incluaient Nosarzewo, Dębsk, Nieradowo, Marianowo, Pawłowo, Kluszewo, Garlino, Zalesie, Zarnow, Zawady, Wiksin, Rąbierz, Kołakow, Budy et Niemyje. Certains n'ont jamais été reconstruit. D'autres camps similaires allemands en Pologne existaient et étaient occupés par la SS-Truppenübungsplatz Heidelager située à Pustków et par la SS-Truppenübungsplatz Westpreußen située à Dziemiany.